# Błażkowa (Basse-Silésie)
Pour l’article homonyme, voir Błażkowa (Basses-Carpates).
Błażkowa est une localité polonaise de la gmina de Lubawka, située dans le powiat de Kamienna Góra en voïvodie de Basse-Silésie.